# Olof Flodquist
Olof Flodquist, folkbokförd Lars Olof Flodqvist, född 20 juli 1904 i Stockholm, död 1 maj 1971 i Eskilstuna, var en svensk läkare.
Flodquist avlade studentexamen i Stockholm 1922, medicine kandidatexamen 1926 och medicine licentiatexamen 1931. Han innehade olika tjänster vid Karlstads lasarett, Sahlgrenska sjukhuset, Västerås lasarett, Sabbatsbergs sjukhus och Sophiahemmet under perioden 1931–1936. Han blev underläkare vid Karlstads lasaretts kirurgiska avdelning 1936, förste underläkare vid Sabbatsbergs sjukhus kirurgiska avdelning 1940, Sankt Görans kirurgiska avdelning 1943 samt biträdande överläkare vid Eskilstuna lasaretts kirurgiska avdelning från 1948. Flodquist författade även skrifter inom det kirurgiska området. Han var ordförande i Sörmlands bowlingförbund.
Han var son till läkaren Lars Flodquist och Ester Hedblom samt bror till skådespelerskan Barbro Flodquist och till Birgit Bonnier, som var gift med Albert Bonnier Jr..
Olof Flodquist var från 1931 gift med Vivi Carlsson (1907–2002) och båda är begravda i hans familjegrav på Stockholms norra begravningsplats. De hade sönerna Björn, Göran och Leif.